# Wladimir Moreno
Wladimir Sizenando Moreno (Santos, 25 de janeiro de 1983) é um canoísta brasileiro.
Integrou a delegação nacional que disputa os Jogos Pan-Americanos de 2011, em Guadalajara, no México.